# 루이 쥘 트로쉬

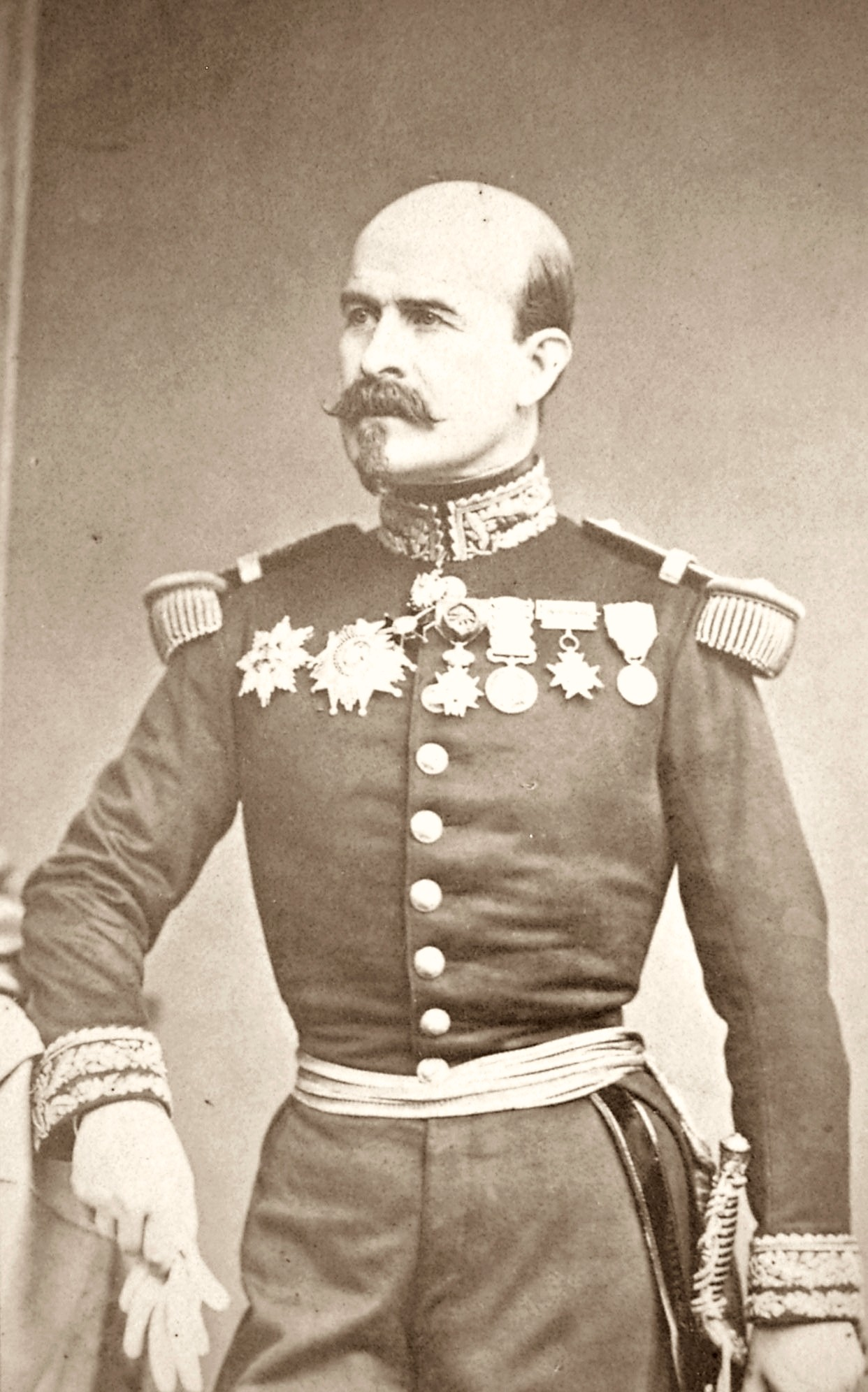

루이 쥘 트로쉬(Louis Jules Trochu, 1815년 3월 12일 모르비앙주 - 1896년 10월 7일 앵드르에루아르주)는 프랑스의 군 장교이자, 정치인이다.